# Freema Agyeman
Freema Agyeman (Londres, 20 de março de 1979) é uma atriz inglesa famosa por interpretar Martha Jones na série de ficção científica britânica Doctor Who entre os anos 2007-08 participando também do spiin-off Torchwood. É também conhecida por participações em outras séries da BBC como Survivor e Little Dorrit. Foi também protagonista da versão britânica de Law & Order: UK entre 2009 e 2012. Em 2013 fez sua estreia na TV americana no drama teen The Carrie Diaries, interpretando Larissa Loughlin. Também atuou na série original da Netflix Sense8, como Amanita (Neets), namorada de Nomi Marks (Jamie Clayton).

## Filmografia
| Ano  | Título             | Papel   | Nota  |
| ---- | ------------------ | ------- | ----- |
| 2004 | Aisha the American | Shaheen | Curta |
| 2006 | Rulers and Dealers | Nana    |       |

| Ano             | Título                  | Papel              | Notas                                 |
| --------------- | ----------------------- | ------------------ | ------------------------------------- |
| 2003            | Crossroads              | Lola Wise          | Episódios desconhecidos               |
| 2004            | The Bill                | Jenna Carter       | 1 episódio                            |
| 2004            | Casualty@Holby City     | Kate Hindley       | 1 episódio                            |
| 2005            | Mile High               | Girl #1            | 1 episódio                            |
| 2005            | Silent Witness          | Mary Ogden         | 1 episódio                            |
| 2006            | The Bill                | Shakira Washington | 2 Episódios                           |
| 2006            | Doctor Who              | Adeola Oshodi      | Episódio: "Army of Ghosts"            |
| 2007–2008, 2010 | Doctor Who              | Martha Jones       | Elenco principal (19 episódios)       |
| 2007–2008       | Doctor Who Confidential | Ela mesma          | 13 episódios                          |
| 2007            | Totally Doctor Who      | Herself            | 7 episódios                           |
| 2007            | The Infinite Quest      | Martha Jones       | Voz; 13 episódios                     |
| 2007            | The Omid Djalili Show   | Herself            | 1 episódios                           |
| 2008            | Torchwood               | Martha Jones       | 3 episódios                           |
| 2008–2010       | Bizarre ER              | Herself            | Narradora (seéries 1–3); 30 episódios |
| 2008            | Torchwood Declassified  | Herself            | 2 episódios                           |
| 2008            | Little Dorrit           | Tattycoram         | 8 episódios                           |
| 2008            | Survivors               | Jenny Walsh        | 2 episódios                           |
| 2009–2012       | Law & Order: UK         | Alesha Phillips    | Elenco principal (39 episódios)       |
| 2013–2014       | The Carrie Diaries      | Larissa Loughlin   | Elenco principal (22 episódios)       |
| 2013            | Old Jack's Boat         | Shelly Periwinkle  | Elenco Principal                      |
| 2013            | Rubenesque              | Trudy              |                                       |
| 2015–2017       | Sense8                  | Amanita            | Recorrente                            |
| 2018-2022       | New Amsterdam           | Dr. Helen Sharpe   | Elenco Principal                      |